# PARE
PARE（ISSN 1531-7714）是一份網上期刊。全稱“Practical Assessment, Research and Evaluation”，意思就是“實踐性評核、研究及評估”，由美國麻薩諸塞大學的量度、統計及評估部支持。本期刊的設立目的，在於為教育界、特別是地區教學組織（LEA）的業者推荐對其評核、研究、評估及教學工作有正面幫助的文章。PARE的特色，是文章的評估採用同儕評估，使每一位教育從業員都可以參與文章的評審工作。

## 外部連結
- PARE網站（页面存档备份，存于）
- University of Massachusetts Amherst（页面存档备份，存于）